# France Bevk
France Bevk (ur. 17 września 1890 w Zakojcy, zm. 17 września 1970 w Lublanie) – słoweński pisarz, epik i realista.
Jest uznawany za najpłodniejszego słoweńskiego pisarza, który dorastał w okresie twórczości Cankara, powoływał się na tradycję literacką oraz czerpał ze współczesnej literatury europejskiej. Ponadto był tłumaczem, przekładał z języka niemieckiego, serbsko-chorwackiego, bułgarskiego, i czeskiego i języka polskiego na język słoweński.

## Życiorys
France Bevk urodził się 17 września 1890 roku w miejscowości Zakojca koło Cerkna w Słowenii, a zmarł w Lublanie dniu swoich 80. urodzin. Był synem szewca. Już w bardzo wczesnym dzieciństwie wykazywał zainteresowanie literaturą. W wieku 16 lat czasopismo Rodzimy przyjaciel (Domači prijatelj) opublikowało jego szkic literacki Insurekcja (Vstajenje). Po ukończeniu szkoły podstawowej, jako praktykant handlowy w wieku 17 lat po publikacji swojego artykułu w czasopiśmie za sprawą Franca Knausa podjął naukę w szkole nauczycielskiej. Wspólnie ze szkolnymi kolegami postanowił wydać literacką gazetę licealistów pod tytułem Alfa, o wydaniu której nie dowiedzieli się nawet nauczyciele. Także po tym incydencie twórczość Bevka dalej się rozwijała. Jeszcze wysyłał wiersze do licealnej gazety Zora i redaktor naczelnej pisma Rodzimy przyjaciel (Domači prijatelj) Zofki Kvedrovi. Po maturze w 1913 roku podjął naukę w rodzinnych, górskich stronach w Oreheku. Nieco później został przeniesiony do miejscowości Dolenji Novaki. Cztery lata po maturze zesłano go na front wschodni. Oprócz działalności literackiej France Bevk wykonywał różne zawody, był między innymi handlowcem, szewcem, nauczycielem oraz dziennikarzem.
W okresie międzywojennym był prześladowany z powodu antyaustriackiej postawy. Po powrocie do kraju porzucił zawód nauczyciela i został redaktorem lublańskiej gazety Wieczorna gazeta (Večerni list). W momencie kiedy to pismo przestało wychodzić Bevk zaczął współpracować z czasopismem Słoweniec (Slovenec), do którego wprowadził rubrykę kulturalną. Jednocześnie swój czas poświęcał teatrowi oraz reżyserował. Pod koniec roku 1920, pomimo faszystowskiego ucisku, wrócił do Gorivy i za sprawą swoich powieści pielęgnował język słoweński. Faszyści dotarli do Słowenii na Primorskem i wtedy też Bevk wielokrotnie trafiał do więzienia ze względu na swoje przekonania polityczne. Wiosną 1935 roku razem z Franciszkiem Stoletą i Josipem Vidmarjem był w Hiszpanii. Tam też zaprzyjaźnił się z Zoranem Mušičem. W 1943 roku uciekł z więzienia, zaangażował się w partyzantkę i stał się jednym z najważniejszych przywódców ruchu narodowowyzwoleńczego na słoweńskim Primorju.
Po II wojnie światowej najpierw mieszkał w Trieście, a następnie w Lublanie, gdzie zmarł w 1970 roku. Wdzięczni mieszkańcy Novej Goricy z wielką dumą postawili mu pomnik, jego imieniem nazwano też główny plac w mieście oraz bibliotekę.

## Twórczość literacka
Twórczość literacka France Bevka jest bardzo obszerna, jako że obejmuje wiersze, powieści historyczne i współczesne, nowele, opowiadania, szkice literackie, dramaty, wiersze i powieści dla młodzieży, scenariusze filmowe, dzienniki z podróży oraz przekłady. W wieku 70 lat Bevk miał na swoim koncie ponad sto napisanych książek. Przed I wojną światową i w okresie międzywojennym Bevk pisał wiersze, które charakteryzują się żywą rytmiką, odważną symboliką oraz ukazują szczere uczucia. Początkowo na jego lirykę w dużym stopniu wpływał Župančič, później zaś jako poeta skłaniał się iść w stronę ekspresjonizmu. Natomiast twórczości prozatorskiej France Bevk uczył się od pisarzy, pochodzących z rodzinnych stron. Dlatego też w jego utworach można dostrzec wpływ Ivana Cankara. Nieco później Bevk przeszedł w kierunku realistycznego opisywania współczesnych tematów, czego nauczył się od rosyjskich i francuskich realistów. Swoje utwory publikował w prawie wszystkich gazetach i czasopismach. Historie napisane przez Bevka mają miejsce na słoweńskim Primorju, interesuje go życie mieszkańców miast oraz wsi, ludzi osiedlonych samotnie w górskich gospodarstwach, zwłaszcza w słoweńskich miejscowościach Cerklje i Tolmin. W jego utworach można zauważyć mnóstwo realnych postaci, na przykładzie których ukazywał codzienną walkę o przetrwanie, sprawiedliwość, miłość i piękno. Bohaterowie, których główną wartością jest miłość zmagają się z życiem, ziemią, domem, czy majątkiem. Zdecydowana większość spośród postaci, pojawiających się w utworach Bevka to chciwi, zachłanni, zaborczy skąpcy, czy nawet dziwacy, schodzący często na drogę przestępczą. Czując istotę człowieczeństwa i rządzące nim prawa można dostrzec w obrazie wykreowanym przez Bevka dużo grozy, przemocy, krwi, zła oraz mrocznych wydarzeń. W okresie faszyzmu sprzeciwił się przemocy, zniewoleniu, wyniszczaniu ludności słoweńskiej. Ze względu na cenzurę France Bevk nie mógł w sposób bezpośredni powiedzieć tego, co tak naprawdę myślał, stąd opisywane w swoich utworach historie i wydarzenia przenosił do czasu przeszłego.
Opowiadania Krivda i Ljudje pod Osojnikom zostały napisane przez Bevka w momencie, kiedy mieszkał na wsi. Ze względu na treść i styl jego najbardziej znana powieść to Kaplan Martin Čedermac (1938), w której autor osądza wynarodowienie, przemoc nad ludzkością, czy instytucje kościelne nastawione przeciwko narodowi w czasie faszyzmu we Włoszech. France Bevk wydawał swoje książki pod pseudonimem Pavel Sedmak, żeby uchronić się przed policją faszystowską. Jeszcze przed wojną, jak i po niej Bevk pisał utwory skierowane do młodzieży. Natomiast jego niezwykle ciepły stosunek do dzieci pozwalał mu z wielką pasją tworzyć książki dla dzieci, które stanowiły bardzo ważny element ich wychowania. Co więcej opowiadał najmłodszym bajki, uczył zasad kultury oraz mówił o swoim życiu. W utworach młodzieżowych, w nienachalny sposób ukazywał, jak ważna jest świadomość dbania o przyrodę, rodzinę, jak wielka jest wartość życia oraz miłość do ojczyzny. W opowiadaniach Pastirci, Grivarjevi otroci i Pestrna Bevk przeniósł swoich młodych czytelników w świat tolmińskich gór, ubogich komorników i pracowników dorywczych tzw. dniówkarzy. Dzieci bohaterów tych opowiadań muszą w wieku dziesięciu czy dwunastu lat służyć bogatym gospodarzom. Następnie powieść Tonček, która opowiada o pewnym dziadku, który mieszkał w Nowej Goricy, gdzie z powodu faszystów zostały zamknięte wszystkie szkoły i wspomniany starszy pan musiał się uczyć języka włoskiego. Ważnym dziełem literackim Bevka jest także utwór Lukec in njegov škorec, w której zostały opisane losy młodego chłopca o imieniu Luka. Chłopak wraz ze swoją matką udali się w podróż do Ameryki, gdzie oczekiwał ich ojciec, który jeszcze przed nimi wyruszył służyć bogatym ludziom.
Styl i język Bevka zdaje się być najlepszy w opowiadaniach dla młodzieży, które najbardziej odzwierciedlają bogactwo, a jednocześnie naturalność języka, wykorzystywanego przez ludzi w codziennym życiu. Bez wątpienia France Bevk wytrwale i konsekwentnie chronił język słoweński przed wpływami faszystowskimi oraz jako przedstawiciel słoweńskiej inteligencji wiernie bronił swojego stanowiska. W swojej twórczości Bevk krzepił patriotyzm oraz przygotowywał naród do walki o wyzwolenie.

## Dzieła

### Wiersze
- Pesmi (Wiersze) (1921)
- Smeh skozi solze (Śmiech przez łzy) (1959)

### Utwory dla dorosłych
- Smrt pred hišo (1925; leta 1934 močno predelana izide pod naslovom Ljudje pod Osojnikom) (powieść)
- Kaplan Martin Čedermac (1938)[3] (powieść)
- Tuja kri (1954)[4] (opowiadanie)
- Človek proti človeku (1930)[5] (powieść historyczna)
- Črna srajca (1956)[6]
- Umirajoči bog Triglav (1930, 1960) (opowiadanie o tematyce historycznej)
- Med dvema vojnama (1946) (nowele)[7]
- Kresna noč (1927)[8]
- Vihar (1928)
- Znamenja na nebu (trilogija: Krvavi jezdeci, 1927; Škorpijoni zemlje, 1929; Črni bratje in sestre, 1929)
- Burkež gospoda Viterga (1931)
- Stražni ognji (1931)
- Pravica do življenja (1939)
- Iskra pod pepelom (1956)
- Viharnik (1957) (powieść historyczna)
- Hiša v strugi (1927)
- Jakec in njegova ljubezen (1927, pozneje Bridka ljubezen)
- Krivda (1929)
- Kamnarjev Jurij (1930)
- Vedomec (1930)
- Železna kača (1932)
- Žerjavi (1932)
- Veliki Tomaž (1932)
- Dedič (1933)
- Huda ura (1934)
- Ubogi zlodej (1934-35)
- Srebrniki (1936)
- Domačija (1939; v knjigi izide leta 1960)
- Slepa ulica (1961)
- Muka gospe Vere (1925)
- Julijan Sever (1926)
- V zablodah (1929; predelan z naslovom Zablode, 1963)
- Mati (1929)
- Gospodična Irma (1930)
- Mrtvi se vračajo (1930)
- In sonce je obstalo (1931, v knjigi izide 1963)
- Človek brez krinke (1934; ponatis z naslovom Brez krinke leta 1960)
- V mestu gorijo luči (1936, kasneje Morje luči)
- Faraon (1922)
- Rablji (1923)
- Gmajna (1933)
- Samote (1935)
- Dan se je nagibal (1939)
- Mlada njiva (1940)
- Novele (1947)
- Obračun (1950)
- Krivi računi (1956)
- Kajn (1925) (dramat)
- Še bo kdaj pomlad (1950)
- Pot v svobodo (1953)
- Mrak za rešetkami (1958)
- Suženj demona (1925)
- Beg pred senco (1926)
- Začudene oči (avtobiografski spis; 1936)

### Utwory dla młodzieży
- Iz iskre požar (1963)
- Tatič (1916-1917)

### Przekłady literatury polskiej
- Władysław Stanisław Reymont: Obraz nocy bożonarodzeniowej (Slika božične noči), [w:] Chłopi. Edinost 1926.
- Juliusz Kaden- Bandrowski: Żyd (Žid). Edinost 1927.
- Władysław Stanisław Reymont: Tomek Baran (Tomek Baran). Luč 1928.
- Władysław Stanisław Reymont: Śmierć w chlewie (Smrt v hlevu), [w:] Chłopi. BZPZ 1929.
- Stefan Żeromski: Śmierć w polu (Smrt v polju). BZPZ 1929.
- Władysław Stanisław Reymont: Sprawiedliwie (Pravica). GM 1929.
- Władysław Stanisław Reymont: Jesienna noc (Jesenska noč). KGM 1930.
- Eliza Orzeszkowa: Cham (Kmetavzar). GM 1931.
- Władysław Stanisław Reymont: Sąd (Sodba). BZPZ 1932.